# 왕립 센트럴 스피치 드라마 스쿨

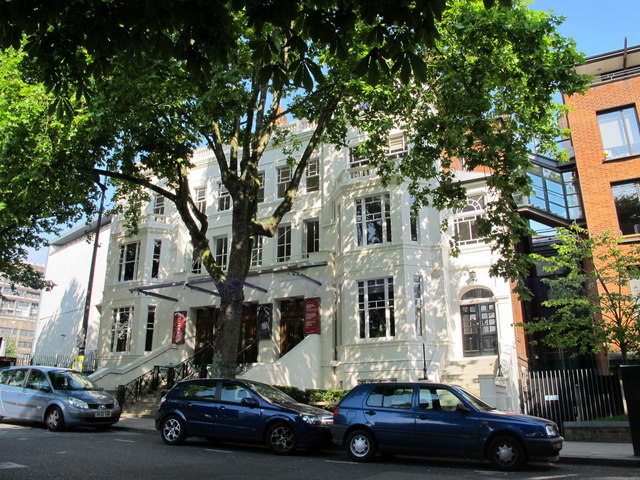

왕립 센트럴 스피치 드라마 스쿨(Royal Central School of Speech and Drama) 또는 간단히 센트럴(Central)은 젊은 배우들에게 연설 및 드라마에 대한 새로운 형태의 훈련을 제공하기 위해 1906년 엘시 포거티(Elsie Fogerty)가 연설 훈련 및 연극 예술 중앙 학교로 설립한 드라마 학교이다. 2005년 런던 대학교의 구성 대학이 되었으며 영국 음악원(Conservatoires UK) 및 드라마 학교 연맹(Federation of Drama Schools)의 회원이다.

## 코스
학교는 연기 분야의 학부, 대학원, 연구 학위 및 단기 과정, 배우 훈련, 응용 연극, 연극 공예 및 제작, 디자인, 드라마 치료, 동작, 뮤지컬 극장, 공연, 제작, 연구, 무대 미술, 무대 관리, 교사 훈련, 기술 예술, 음성 및 작문을 제공한다.